# Stempeltechnik (Mikrobiologie)
Die Stempeltechnik (englisch Replica Plating, zu deutsch etwa Replikationsplattierung) dient in der Mikrobiologie dazu, etwas Material von jeder Bakterienkolonie, die auf der Oberfläche eines Gelnährmediums gewachsenen ist, gleichzeitig und in gleicher Anordnung auf die Oberfläche eines anderen Gelnährmediums zu übertragen (Stempelabdruck). Joshua Lederberg und seine Ehefrau Esther Lederberg beschrieben diese Technik als Erste und wandten sie an.

## Durchführung
Bei der Stempeltechnik wird ein wenig Material von allen Kolonien, die sich nach einem Ausstrich auf der Oberfläche eines gelartigen Nährmediums (sogenannte „Platte“) gebildet haben, als Impfmaterial in derselben Anordnung der einzelnen Kolonien zueinander auf die Oberfläche eines anderen Gelnährmediums übertragen. In der Regel werden als Kulturgefäße, in denen sich die Gelnährmedien befinden, runde Petrischalen verwendet. Für die Übertragung dient ein sogenannter Lederberg-Stempel: Auf einen Zylinder mit einem Durchmesser wie der innere Durchmesser der Petrischale ist ein steriles Samttuch gespannt. Zuerst wird dieser Stempel mit der mit Kolonien bewachsenen Platte und anschließend mit der noch unbewachsenen Platte durch sanftes Aufdrücken in Kontakt gebracht. Dadurch wird von jeder Kolonie ein wenig Material in derselben Anordnung auf die noch unbewachsene Platte übertragen. Diese „Replikaplatte“ wird zum Heranwachsen der Kolonien inkubiert. Die Florfasern des Samtes vermeiden ein Verschmieren der Kolonien. Vor der Verwendung von Samt wurde der Transfer von Kolonien mit sterilen Zahnstochern (Methode nach E. Tatum) oder mit sterilem Filterpapier (Methode nach N. Visconti) durchgeführt. Von einer mit Kolonien bewachsenen Ausgangsplatte (Matrix) können so mehrere Abdrücke auf verschiedene Gelmedien gemacht werden.

### Anwendungsbeispiele

#### Mangelmutanten
Die Stempeltechnik kann verwendet werden zur Auffindung und Isolierung von Mangelmutanten, also von Mutanten von Mikroorganismen, die im Unterschied zum Ausgangsstamm bestimmte für ihr Wachstum und ihre Vermehrung erforderliche Stoffe nicht bilden können und deshalb auf das Vorhandensein dieser Stoffe im Kulturmedium angewiesen sind. Dazu lässt man auf der Oberfläche eines geeigneten reichhaltigen Gelnährmediums (Vollmedium) von vereinzelten Individuen einer Population Kolonien entstehen, die (im Idealfall) jeweils aus einem einzelnen Individuum durch dessen Vermehrung entstanden sind. Jede Kolonie besteht also im Idealfall aus vielen genetisch einheitlichen Individuen, bilden also einen Klon. Mit der Stempeltechnik wird eine Replikaplatte erzeugt. In der Zusammensetzung dieser Replikaplatte fehlt ein bestimmter Nährstoff (Mangelmedium) den die gesuchten Mangelmutanten benötigen, weil sie diese im Gegensatz zum Ausgangsstamm nicht selbst bilden können. Hier können die gesuchten Mangelmutanten deshalb im Gegensatz zum Ausgangsstamm nicht wachsen und sich nicht vermehren. Auf der Oberfläche der Replikaplatte fehlen also im Koloniemuster die Kolonien der gesuchten Mutanten. Durch Vergleich der Koloniemuster der Masterplatte und der Replikaplatte erkennt man, welche der Kolonien der Masterplatte aus den gesuchten Mangelmutanten bestehen und von denen für die weitere Kultivierung der Mangelmutanten abgeimpft werden kann.

#### Resistente (transgene) Stämme
Bei der Erzeugung transgener Bakterien in der Gentechnik ist die Erfolgsquote relativ gering und die erzeugten transgenen Bakterienstämme müssen isoliert werden. Pflanzt man mit dem eingesetzten artfremden Gen auch eine Antibiotikaresistenz ein (zum Beispiel gegen Methicillin), so lassen sich transgene Bakterienstämme leicht isolieren. Liegen auf einem Nährmedium mehrere Kolonien vor, unter denen sich eine transgene Kolonie befinden könnte, so stempelt man eine Kopie mit allen Kolonien auf einen mit dem Antibiotikum (in diesem Fall Methicillin) versetzten Nährboden. Jede auf diesem Nährboden wachstumsfähige Kolonie enthält die gewünschten transgenen Bakterien.